# Агентство разведки Северной Македонии

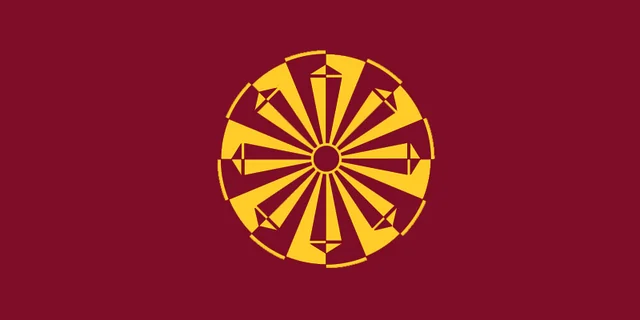
Флаг Агентства разведки Северной Македонии

Агентство разведки Северной Македонии (макед. Агенција за разузнавање на Северна Македонија, алб. Agjencia për Inteligjencë e Republikës së Maqedonisë së Veriut) — спецслужба Северной Македонии, осуществляющая разведывательную деятельность за рубежом. Образована в 1995 году в соответствии с Законом об Агентстве разведки, опубликованном 6 апреля 1995 года.

## Деятельность
Согласно Закону 1995 года «Об Агентстве разведки», агентство было предназначено для сбора сведений и любой информации, имеющей значение для безопасности и обороноспособности Республики Северная Макдеония, а также экономических, политических и иных интересов республики. Агентство анализировало и изучало данную информацию, предоставляя соответствующие выводы Президенту страны, правительству и иным государственным органам власти в соответствии с компетенциями.
Новый закон о разведывательной деятельности был принят Собранием Северной Македонии 25 января 2021 года. В соответствии с этим законом агентство характеризовалось как служба внешней разведки, которая собирала, обрабатывала, анализировала, осуществляла обмен, хранила и защищала любую информацию о внешних угрозах в адрес Республики Северная Македония. Таким образом, разграничились полномочия Агентства разведки (внешняя разведка) и Агентства национальной безопасности (контрразведка). В настоящее время Агентство разведки осуществляет сбор информации по таким направлениям, как:
- геополитическое противостояние, гибридные стратегии и угрозы в этой сфере
- региональные явления и процессы в области безопасности
- внутренние и международные конфликты с возможностью их влияния на национальную безопасность Северной Македонии
- оружие массового уничтожения
- терроризм и экстремизм на почве политической, этнической или религиозной ненависти
- международная организованная преступность и иные асимметричные угрозы
- нелегальная миграция
- угрозы в сфере кибербезопасности
- актуальные угрозы в области энергетической безопасности
- пандемии с потенциалом глобальной дестабилизации и влияния на национальную безопасность

Агентство разведки активно сотрудничает с разведслужбами стран ЕС и НАТО.

## Структура
Во главе агентства стоит директор, который назначается Президентом республики. Срок пребывания директора на должности составляет 4 года. Действующим директором агентства с мая 2019 года является Эролд Муслиу. Директору подчиняются заместитель директора, помощники и советники. В составе агентства присутствуют следующие отделы:
- Сектор информационных и коммуникационных технологий

Отделения
- Отделение представителей Агентства в других странах
- Отделение международного сотрудничества, сотрудничества с ЕС и НАТО
- Отделение протокола и межинститутского сотрудничества
- Отделение внутреннего контроля
- Отделение внешнего контроля
- Отделение безопасности и защиты засекреченной информации

Директораты
- Директорат изучения гибридных стратегий и угроз
- Директорат изучения терроризма и других форм асимметричных угроз
- Директорат технической разведки
- Директорат безопасности
- Директорат общей работы и логистической поддержки

## Руководители
| Имя                                               | Начало службы | Окончание службы |
| ------------------------------------------------- | ------------- | ---------------- |
| Владо Поповский                                   | 1995          | 1999             |
| Алекса Стаменковский (макед. Алекса Стаменковски) | 1999          | 2000             |
| Драги Гроздановский (макед. Драги Гроздановски)   | 2000          | 2002             |
| Доста Димовска                                    | 2002          | 2003             |
| Драги Гроздановский (макед. Драги Гроздановски)   | 2003          | 2004             |
| Лазар Китановский                                 | 2004          | 2006             |
| Кире Наумов (макед. Кире Наумов)                  | 2006          | 2007             |
| Виктор Димовский                                  | 2007          | 2009             |
| Александар Боцинов (макед. Александар Боцинов)    | 2009          | 2013             |
| Наче Чулев                                        | 2013          | 2017             |
| Зоран Иванов (макед. Зоран Иванов)                | 2017          | 2019             |
| Эролд Муслиу (макед. Еролд Муслиу)                | 2019          | н. в.            |